# زعنفيات ظهرية
زعنفيات ظهرية (الاسم العلمي:Notopteroidei) هي رتيبة من الأسماك تتبع رتبة عظميات اللسان من طائفة شعاعيات الزعانف.

## التصنيف

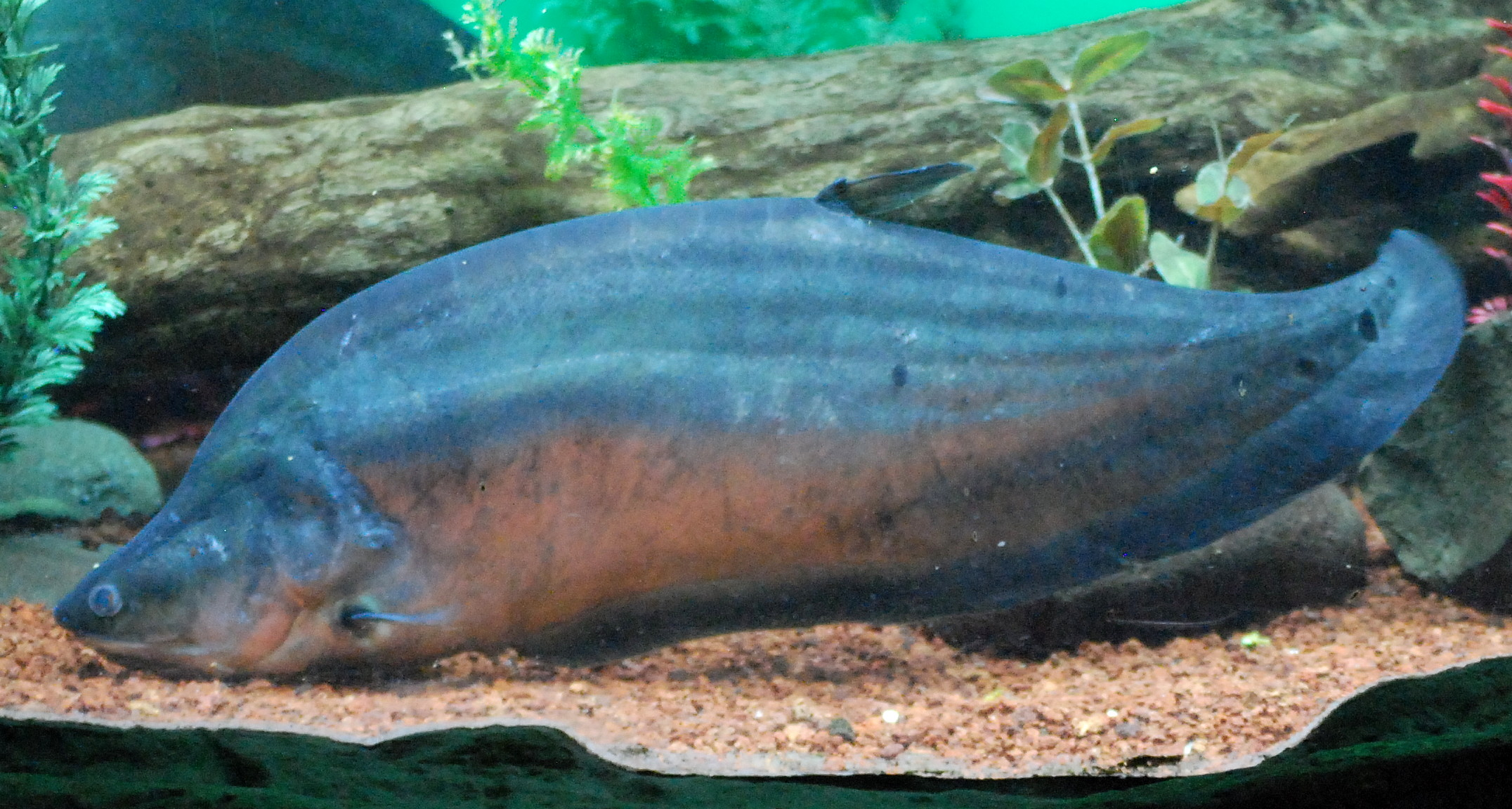

تحتوي على الفصائل التالية:
- الأسماك القنومية

وكذلك بعض الفصائل المنقرضة.